# Dhu Shara

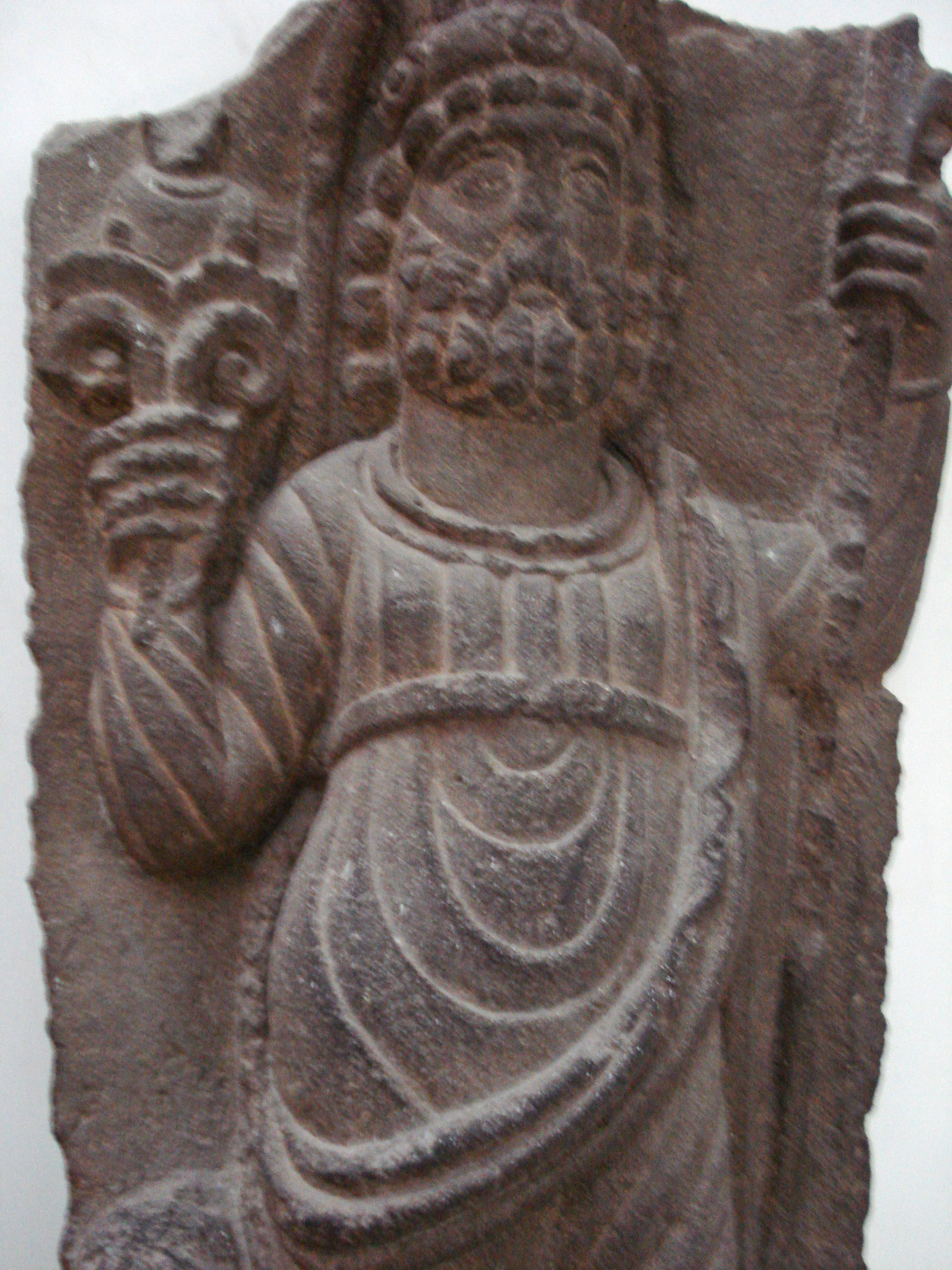
Dhu Shara

Dhu Shara ou Đū Shará (em árabe: ذو شرى; romaniz.: Dhū Sharā), "Senhor da Montanha", por vezes transliterado como Dusares, era uma divindade anacônica do antigo Oriente Médio, adorada pelos nabateus em Petra e Madain Saleh, da qual era patrono. Na antiga Grécia, era associado a Zeus, porque era o principal do panteão nabateu, assim como Dionísio. Seu santuário, em Petra, possuía um grande templo, no qual uma grande pedra, em formato de cubo (Ka'ba), era o elemento central.
Essa divindade foi mencionada pelo historiador do século IX Hisham ibn al-Kalbi, o qual disse, no "Livro dos Ídolos" (Kitab al-Asnām), o seguinte: "O Banū al-Hārith ibn Yashkur ibn Mubashshir, da tribo Azd, possuía um ídolo chamado Đū Sharā".